# 佐伯美香
佐伯 美香（さいき みか、1971年9月25日 - ）は、日本の女子インドアバレーボール選手、ビーチバレーボール選手および指導者。

## 来歴
愛媛県松山市出身。小学校5年生からインドアバレーボールを始める。京都成安高等学校（現：京都産業大学附属高等学校）卒業後、1990年にユニチカに入社。1995年、第2回Vリーグで15年ぶりの優勝に貢献し、最高殊勲選手、レシーブ賞、ベスト6を獲得。その頃からシーズンオフにビーチバレー大会にチームメイトと組んで出場。タイトルを獲得する。
1995年、ワールドカップに出場し活躍。1996年、全日本チームのエースとして1996年アトランタオリンピックに出場（9位）。
1997年、ユニチカを退社し、ビーチバレーに本格転向。2000年、シドニーオリンピックに高橋有紀子とのペアで出場し4位入賞。その後、結婚・出産を経て2002年に活動を再開。2008年、北京オリンピックに楠原千秋とのペアで出場するも、1次リーグ敗退。
2009年4月、競技の一線から退く意向を表明。今後は五輪出場を目指すことはないが、国内大会には出場する予定。今後はインドア・ビーチを問わず、全国で教室を開くなどの普及活動が中心になり、指導者に転身する希望も表明。その一環として愛媛県立東温高等学校（愛媛県東温市、男子バレーボール部）の指導にあたった。
2009年7月、株式会社TRYMに所属。「夢をあきらめない」「バレー人生で学んだこと」「夢をもてる子供の育て方」などのテーマで積極的に講演活動を展開。
2009年8月、コーチングキャラバンに参加。金光大阪高等学校（大阪府高槻市、女子バレーボール部）の指導にあたる。2010年4月から松山東雲短大/大学女子バレーボール部のコーチに就任。

## プレースタイル
- 低身長をカバーするため、相手がブロックに飛ぶより速くスパイクを決めるスピードに磨きをかけることにより、スピーディーでパワフルなスパイクで相手を攻め立てエースとして活躍した。

## 球歴

### バレーボール
- 全日本代表 - 1993-1996年

ナショナルチーム代表歴
- オリンピック - 1996年
- ワールドカップ - 1995年

獲得タイトル
- 1995年　- 第2回Vリーグ 最高殊勲選手、レシーブ賞、ベスト6
- 1996年　- 第3回Vリーグ 特別賞

### ビーチバレー
1998年　
- アジア大会（バンコク） 銀メダル

1999年　
- 世界選手権フランス大会 5位入賞

2000年　　
- シドニーオリンピック 4位入賞
- ワールドツアー・日本大会 準優勝
- ワールドツアー・ドイツ、ブラジル大会 3位

2003年
- ジャパンサーキット芦屋、宮崎、福岡 3大会優勝

2004年
- ワールドツアー・日本大会 7位

2005年
- BSジャパンマーメイドカップ 優勝

2006年
- ワールドツアー・タイ大会 9位

2007年
- ジャパンツアー・第3戦宮崎、第4戦東京大会 優勝

2008年
- 北京オリンピック 1次リーグ敗退

## 所属チーム
- 松山市立石井東小学校
- 松山市立南第二中学校
- 京都成安高等学校
- ユニチカ・フェニックス（1990-1997年）
- ダイキヒメッツ（1997-2009年）
- 株式会社TRYM／マネジメント登録（2009年7月～）
- 2011年～フリー